# Montenegrini di Albania
I Montenegrini di Albania sono una minoranza etnica stanziata in Albania. 
La stime parlano di circa 1 000 - 2 000 montenegrini che vivono in  Albania, principalmente nel distretto settentrionale di Malësi e Madhe e Scutari. La città di Vrakë nel distretto di Scutari e l'area circostante vengono considerate il centro della minoranza etnica montenegrina.
I montenegrini sono la maggioranza nella città di Vrakë e nelle vicine città di Gril, Omaraj, e Borici i Vogel.  In questa area i montenegrini hanno mantenuto la loro lingua nativa, cultura, religione, e tradizione.